# Власюк, Пётр Антипович
Пётр Антипович Власюк (03.02.1905, с. Чемерисское Звенигородского района Черкасская область — 18.03.1980, Киев) — советский учёный, специалист по физиологии питания растений, агрохимии и почвоведению. Академик ВАСХНИЛ (1948).

## Биография
Окончил Лисянскую начальную школу, Уманский сельскохозяйственный техникум, Уманский (1926) и Ленинградский (1930) сельхозинституты.
Должности:
- Лаборант, ассистент, зав. агрохимической лабораторией, директор Уманской с.-х. опытной станции (1926—1931).
- Зав. агрохимической лабораторией ВНИИ сахарной промышленности (1931—1941).
- Зав. лабораторией агрохимии (1939—1944), директор (1944—1946) Института ботаники АН УССР.
- Заместитель директора (1946—1952), директор (1952—1973) Института физиологии растений АН УССР.
- Президент Украинской академии с.-х. наук (1956—1962).
- Заведующий кафедрой почвоведения Киевского университета (1947—1956).
- Заведующий кафедрой агрохимии Украинской сельскохозяйственной академии (1956—1980).

Депутат Верховного Совета УССР пятого созыва.
Умер 18 марта 1980 года на 76-м году жизни. Похоронен на Байковом кладбище города Киева.

## Награды и звания
- Заслуженный деятель науки УССР (1956)
- 2 ордена Ленина (1944, 1956)
- орден Октябрьской Революции
- орден Трудового Красного Знамени (1965)
- орден «Знак Почёта» (01.10.1944)
- медалями
- медали ВСХВ, ВДНХ СССР и УССР
- Премия имени В. Докучаева

Доктор с.-х. наук (1942), профессор (1931), академик ВАСХНИЛ (1948), академик АН УССР (1948).

## Труды
Опубликовал более 50 книг и брошюр.
- Новi марганцевi добрива: марганець i iний мікроелементи в живленнi с.-г. рослин / Iн-т ботаніки, Ïн-т цукровоï промисловостi. — Київ: Вид-во АН УРСР, 1941. — 267 с.
- Агрофизиологические основы питания сахарной свеклы / Лаб. агрохимии Всесоюз. ин-та сах. свеклы и др. — Киев, 1950. — 254 с.
- Микроэлементы и радиоактивные изотопы в питании растений / АН УССР. Ин-т физиологии растений и агрохимии. — Киев: Изд-во АН УССР, 1956. — 115 с.
- Метод меченых атомов в агрофизиологии / соавт. Е. С. Косматый. — Киев: Изд-во Укр. акад. с.-х. наук, 1959. — 327 с.
- Биологические элементы в жизнедеятельности растений / АН УССР. Ин-т физиологии растений. — Киев: Наук. думка, 1969—516 с.
- Химический состав картофеля и пути улучшения его качества / соавт.: Н. Е. Власенко, В. Н. Мицко; АН УССР. Ин-т физиологии растений. — Киев: Наук. думка, 1979. — 195 с.